# Pararge minor
Pararge minor är en fjärilsart som beskrevs av Gussich 1917. Pararge minor ingår i släktet Pararge och familjen praktfjärilar. Inga underarter finns listade i Catalogue of Life.